# Метаљка (Чајниче)
Метаљка је насељено мјесто у општини Чајниче, Република Српска, БиХ. Према попису становништва из 1991. у насељу је живјело 4 становника.

## Становништво
| Демографија | Демографија | Демографија |
| Година      | Становника  | Становника  |
| ----------- | ----------- | ----------- |
| 1961.       | 6           |             |
| 1971.       | 8           |             |
| 1981.       | 5           |             |
| 1991.       | 4           |             |